# Ivan Goncearov
Ivan Alexandrovici Goncearov (în rusă Ива́н Алекса́ндрович Гончаро́в) (n. 6/18 iunie 1812, Simbirsk, Imperiul Rus – d. 15/27 septembrie 1891, Sankt Petersburg, Imperiul Rus) a fost un prozator rus cunoscut mai ales pentru romanul său, Oblomov.
Utilizând procedeul investigației psihologice, scrierile sale critică inerția, visarea sterilă, lipsa de acțiune a aristocrației acelei perioade.

## Opera
- 1847: O poveste obișnuită ("Obîknovennaia istoriia")
- 1856: Fregata «Pallada» ("Fregat Pallada")
- 1859: Oblomov
- 1869: Râpa ("Obrîv")